# The Adventures of Sharkboy and Lavagirl in 3-D
The Adventures of Sharkboy and Lavagirl in 3-D (bra: As Aventuras de Sharkboy e Lavagirl em 3-D; prt: As Aventuras de Sharkboy e Lavagirl) é um filme estadunidense de 2005, dos gêneros ação e aventura, escrito e dirigido por Robert Rodriguez para a Troublemaker Studios e Dimension Films e distribuído pela Columbia Pictures.

## Sinopse
Às vezes, os super-heróis mais incríveis são aqueles que habitam os nossos sonhos. É o que descobre Max (Cayden Boyd), de 10 anos, um menino solitário que se perde em seu próprio mundo de fantasias para tentar escapar das atribulações diárias no contato com os pais (David Arquette e Kristin Davis), os valentões da escola e férias de verão nada divertidas. Mas quando Max descobre que os personagens prodigiosos, as aventuras fantásticas e os incríveis super-poderes que existem em sua imaginação podem ser muito mais reais do que as pessoas imaginam, todo o seu mundo se transforma. 
Agora, Max descola uma missão no Planeta Baba, onde Sharkboy (Taylor Lautner) - um garoto que se perdera no mar, fora criado sob as zelosas barbatanas de tubarões, tornando-se meio tubarão, meio humano - e Lavagirl (Taylor Dooley) - uma beleza vulcânica que lança chamas e pedras incandescentes - vivem num reino de inacreditáveis maravilhas, onde o pensamento pode nos transportar para a apetitosa Terra do leite com biscoito.
O Planeta Baba, com suas montanhas-russas enormes e céu violeta, se parece mais com um perfeito paraíso infantil até que Max conhece o chocante Sr. Elétrico (George Lopez) e seu comparsa, Minus (Jacob Davich), cujo objetivo é acabar com os sonhos para sempre. Com Sharkboy e Lavagirl em perigo, Max é o único que pode guiá-los - "imaginando" cada passo de sua astuta estratégia para escapar do covil do Sr. Elétrico. Criando na sua imaginação uma incrível parafernália de engenhocas, artefatos bizarros e ideias divertidas... Max descobre o poder de transformar seus sonhos em realidade.

## Elenco
- Cayden Boyd - Max
- Taylor Lautner - Sharkboy "Sharkie"
- Taylor Dooley - Lavagirl
- Jacob Davich - Linus / Menos
- Sasha Pieterse - Marissa / Princesa do gelo
- David Arquette - Pai do Max
- Kristin Davis - Mãe do Max
- George Lopez - Sr. Eletricidade / Sr. Elétrico (atuando) / Guardião do gelo / Tobor (voz)

## Produção
Partes do filme foram filmadas no local no Texas, em setembro a dezembro de 2004, onde Max reside e estuda no filme. Grande parte do filme foi filmado em estúdio contra tela verde. A maioria dos navios, paisagens e outros efeitos, incluindo algumas criaturas e personagens, foram realizados digitalmente. De acordo com Lautner e Dooley, ao filmar a cena com o trem dos sonhos, a parte da frente do trem era uma peça física real. "Todo o interior estava lá e quando eles têm todos os acessórios que você pode usar, tudo estava lá, mas tudo o resto era uma tela verde", disse Dooley.Onze empresas de efeitos visuais ( Hybride Technologies , CafeFX, The Orphanage , Post Logic, Hydraulx , Industrial Light & Magic, R! Ot Pictures, Tippett Studio , Amalgamated Pixels and Intelligent Creatures e Troublemaker Digital, com sede no Texas, de Rodriguez) trabalharam no filme para realizar mais de 1.000 fotos de efeitos visuais. 
Robert Rodriguez aparece nos créditos catorze vezes, principalmente como diretor, produtor, roteirista (junto com Marcel Rodriguez), supervisor de efeitos visuais, diretor de fotografia, editor, operador de câmera e compositor e intérprete. A história é creditada a Racer Max Rodriguez, com elementos adicionais da história de Rebecca Rodriguez, que também escreveu a letra da música principal, "Sharkboy and Lavagirl". Outros membros da família Rodriguez podem ser vistos no filme ou envolvidos na produção.
Miley Cyrus fez o teste para o filme com Lautner e disse que tudo se resumia a ela e a outra garota que também estava fazendo o teste; no entanto, Cyrus começou a produção em Hannah Montana 

## Recepção

### Crítica
No site agregador de críticas Rotten Tomatoes, 20% das 122 resenhas dos críticos são positivas. O consenso diz: "A decisão de transformar essa fantasia infantil em um filme 3-D foi um erro de cálculo". O Metacritic, que usa uma média ponderada, atribuiu ao filme uma pontuação de 38 em 100, baseado em 31 críticos, indicando críticas "geralmente desfavoráveis". 

### Bilheteria
No fim de semana de estréia, o filme faturou US$ 12,6 milhões em 2.655 cinemas. Foi colocado no 5º lugar nas bilheterias, sendo ofuscado pelo Sr. e Sra. Smith, Madagascar , Guerra nas Estrelas: Episódio III - A Vingança dos Sith e O Quintal Mais Longo.  O filme não teve muito sucesso nos EUA, recebendo US $ 39.177.541 e foi uma bomba nas bilheterias . No entanto, conseguiu arrecadar US$ 30.248.282 no exterior, totalizando US$ 69.425.966 em todo o mundo

### Processo
O lutador profissional da Total Nonstop Action, Dean Roll que registrou o nome "Sharkboy" em 1999, processou a Miramax em 8 de junho de 2005, alegando que sua marca havia sido violada e exigia "[qualquer] dinheiro, lucros e vantagens obtidos injustamente". Em abril de 2007, o processo foi resolvido pelo valor divulgado de US $ 200.000

## Trilha sonora
1. "The Shark Boy" (Robert Rodriguez/John Debney) – 3:47
2. "The Lava Girl" (Robert Rodriguez) – 1:28
3. "Max's Dream" (Robert Rodriguez) – 1:37
4. "Sharkboy and Lavagirl Return" (Robert Rodriguez) – 1:44
5. "Planet Drool" (Robert Rodriguez) – 2:12
6. "Mount Never Rest" (Graeme Revell) – 2:35
7. "Passage of Time" (Robert Rodriguez, Carl Thiel) – 1:30
8. "Mr. Electric" (Graeme Revell) – 1:09
9. "Train of Thought" (John Debney) – 2:01
10. "Dream Dream Dream Dream (Dream Dream)" (Robert Rodriguez) – 1:54
  - Performed by Taylor Lautner
11. "Stream of Consciousness" (John Debney) – 1:33
12. "Sea of Confusion" (John Debney) – 3:04
13. "The LaLa's" (Nicole Weinstein) – 1:09
14. "The Ice Princess" (Robert Rodriguez/John Debney) – 2:51
15. "Sharkboy vs. Mr. Electric" (Graeme Revell) – 0:55
16. "Lavagirl's Sacrifice" (Robert Rodriguez) - 2:10
17. "The Light" (Robert Rodriguez) – 2:21
18. "Battle of the Dreamers" (Robert Rodriguez) – 1:21
19. "Mr. Electric on Earth" (Graeme Revell) – 1:15
20. "Unplugged" (Robert Rodriguez/John Debney) – 1:12
21. "The Day Dreamer" (Robert Rodriguez/John Debney) – 1:29
22. "Sharkboy and Lavagirl" (Robert Rodriguez) – 4:09[12]

## Livros
Na época da estréia do filme, Rodriguez co-escreveu uma série de romances infantis intitulada Sharkboy e Lavagirl Adventures com o aclamado escritor de ficção científica Chris Roberson . Eles incluem o Livro 1, The Day Dreamer e o Livro 2, Return to Planet Drool , que anuncia que continuará em um terceiro volume, Deep Sleep , que ainda não apareceu. Eles são ilustrados por Alex Toader, que projetou personagens e ambientes para o filme e a franquia Spy Kids.
Jeff Jensen, da Entertainment Weekly, elogiou outro livro que apareceu por volta da época do filme, The Adventures of SharkBoy e LavaGirl: The Movie Storybook (de Racer Max Rodriguez e Robert Rodriguez), muito longe do vínculo usual com o livro de histórias de filmes, e também elogiou as ilustrações de "desenho animado ainda detalhadas" de Alex Toader.